# Rue de Presles
La rue de Presles est une voie du 15e arrondissement de Paris.

## Situation et accès
La rue de Presles débute au no 58, avenue de Suffren et se termine au no 8, place Dupleix.
Elle est desservie par la ligne 6 à la station Dupleix.

## Origine du nom

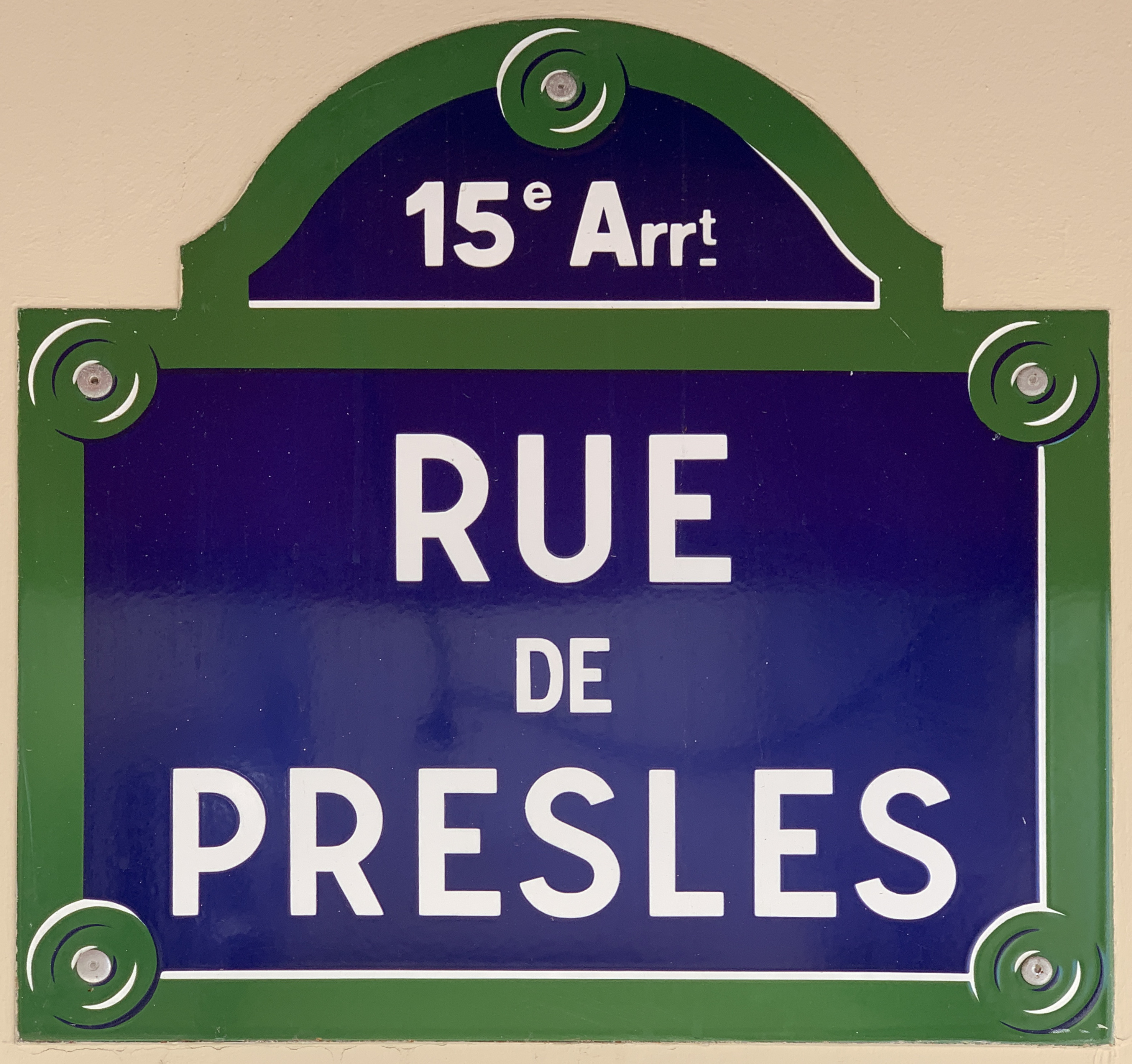
Plaque de la rue.

Elle porte le nom de Raoul de Presles (1270-1329), secrétaire de Philippe IV le Bel, fondateur du collège de Presles, en 1313. 

## Historique
Cette voie de communication existait dès 1789 mais elle n'avait point alors de dénomination. À cette époque, elle débutait à une voie qui n'avait pas non plus de dénomination (qui deviendra rue Kléber et débouchait sur une place également non dénommée (qui prendra le nom de place Dupleix). 
En 1816, cette voie publique reçoit un plan d'alignement, qui fixe sa largeur à 10 m en modifiant son parcours qui débute, toujours rue Kléber, mais se termine désormais rue Duguesclin. Elle reçoit à la même période le nom de « rue Bayard » ou « rue Bayard-Grenelle,, ».
Une ordonnance royale du 7 septembre 1845 prescrit le prolongement de cette rue de la rue Kléber jusqu'à la place Dupleix.
En 1864, elle prend le nom de « rue Hoche » puis, le 16 août 1879, elle devient la « rue de Presles » en raison du voisinage de l'impasse de Presles et est prolongée entre l'avenue de Suffren et la rue de la Fédération.
La rue délimite une partie du périmètre de la ZAC Dupleix.

## Bâtiments remarquables et lieux de mémoire

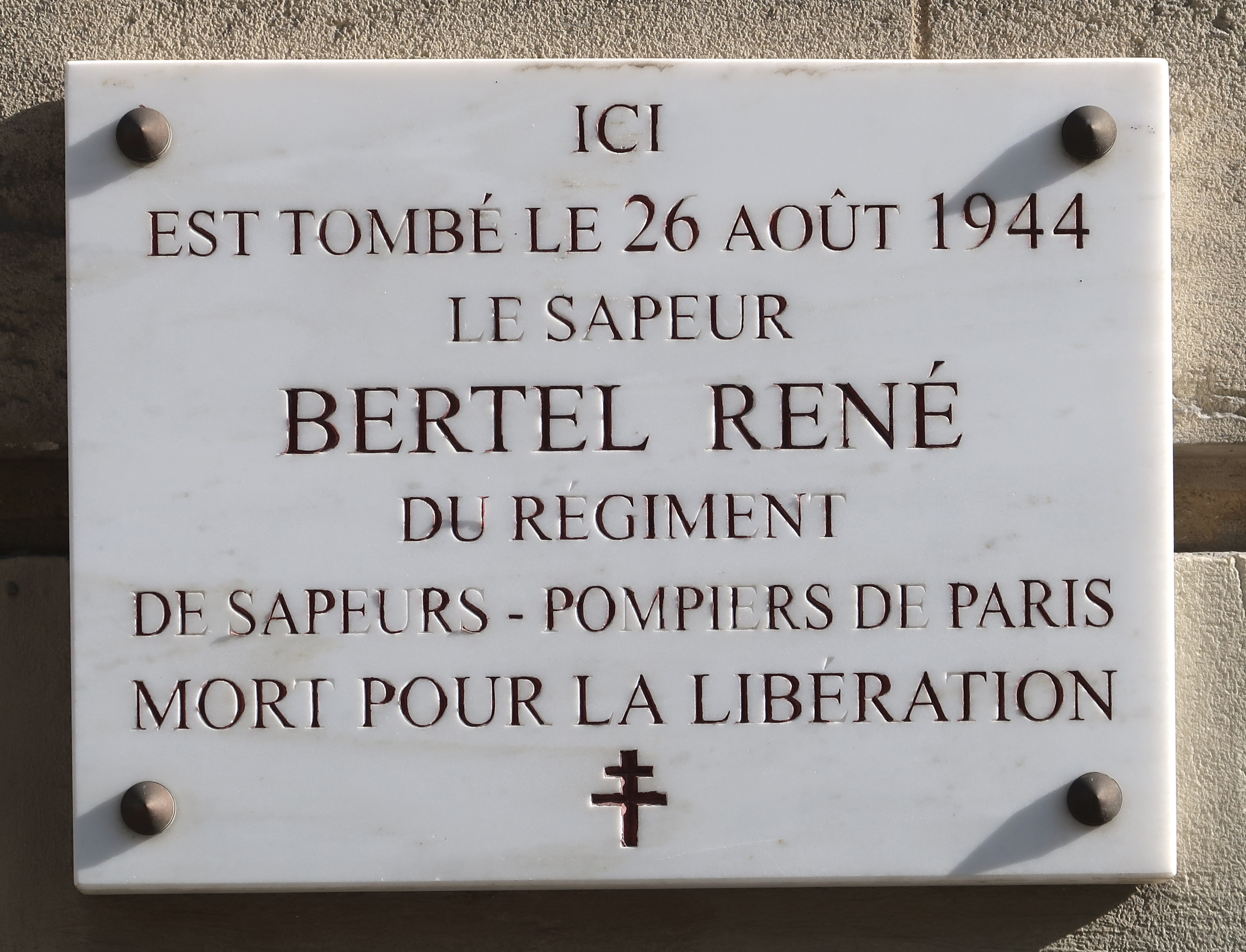
Plaque.

- No 13 : une plaque commémorative rend hommage au sapeur René Bertel, mort le 26 août 1944 pour la Libération de Paris[4].
- No 16 : ambassade de Cuba en France.